# Promieniowanie alfa

Emisja cząstki alfa przez jądro atomowe

Promieniowanie alfa – promieniowanie jonizujące emitowane przez rozpadające się jądra atomowe, będące strumieniem cząstek alfa, które są jądrami helu. 
Cząstka alfa składa się z dwóch protonów i dwóch neutronów. Ma ładunek dodatni i jest identyczna z jądrem atomu izotopu 4He, więc często oznacza się ją jako He2+. Nazwa pochodzi od greckiej litery α. 
Cząstki alfa są wytwarzane przez jądra pierwiastków promieniotwórczych, jak uran i rad. Proces ten określa się jako rozpad alfa. Przykładowa reakcja rozpadu alfa:
22388Ra → 21986Rn + 42He
Jądro atomowe, które wyemituje cząstkę alfa, po emisji jest zwykle w stanie wzbudzonym, co powoduje emisję kwantu gamma. W rozpadzie alfa udział biorą oddziaływania silne.
Prędkość cząstek alfa wynosi około 15 tysięcy km/s (dla cząstki o energii 5,5 MeV), masa spoczynkowa: 4u, a ładunek elektryczny cząstek +2e.

## Historia odkrycia cząstek alfa
Na przełomie XIX i XX wieku Ernest Rutherford oraz Paul Villard podzielili promieniowanie jonizujące na trzy rodzaje - alfa, beta i gamma, szeregując je według zdolności penetrowania materii. W 1907 roku, pracując wraz z Thomasem Roydsem, wykazał, że promieniowanie α składa się z jąder helu. Badania nad zachowaniem cząstek alfa, a przede wszystkim słynny eksperyment ze złotą folią  pozwoliły uczonemu na wykazanie, że model atomu Thomsona jest błędny.

## Oddziaływanie promieniowania alfa z materią
Promieniowanie alfa jest bardzo silnie pochłaniane przez materię. Nawet kilka centymetrów powietrza stanowi całkowitą osłonę przed tym promieniowaniem. Podobnie kartka czy naskórek pochłaniają całkowicie promienie alfa. Jednak spożywanie pokarmów lub wdychanie powietrza zawierającego substancje wytwarzające promieniowanie alfa może być szkodliwe a nawet zabójcze. Kiedy już radioaktywny materiał znajdzie się w ciele człowieka, wytwarzane przez niego cząstki alfa bardzo silnie jonizują tkanki. Prowadzi to do poważnych uszkodzeń i choroby popromiennej. Bardzo silnym źródłem promieniowania alfa jest izotop polonu-210. Został on użyty do zabójstwa w 2006 roku rosyjskiego dysydenta i byłego oficera FSB/KGB, Aleksandra Litwinienki.

## Zastosowania
- Większość detektorów dymu zawiera niewielkie ilości wytwarzającego promieniowanie alfa izotopu promieniotwórczego 241Am. Jest to bardzo toksyczny materiał, jeżeli zostanie wchłonięty z powietrzem. Jednak w zamknięciu nie stanowi żadnego zagrożenia. Osoba, która zetknęła się z materiałem wytwarzającym promieniowanie alfa, powinna poddać się dekontaminacji.
- Rozpad alfa izotopu plutonu-238 może być źródłem energii dla radioizotopowych generatorów termoelektrycznych, które stosowane są m.in. w satelitach.

## Cząstka anty-alfa
W 2011 roku w czasopiśmie Nature ukazało się doniesienie o otrzymaniu cząstki anty-alfa, czyli jądra antyhelu, składającego się z dwóch antyprotonów oraz dwóch antyneutronów. Do eksperymentu użyto wiązki jąder złota rozpędzonej niemal do prędkości światła w próżni i zderzającej się z taką samą wiązką przeciwbieżną w Relatywistycznym Zderzaczu Ciężkich Jonów znajdującym się w Brookhaven National Laboratory.